# Robert Hughes
(Robert Hughes, Barcellona l'incantatrice, 2005)
Robert Studley Forrest Hughes (Sydney, 28 luglio 1938 – New York, 6 agosto 2012) è stato un critico d'arte e saggista australiano, vissuto per oltre trent'anni a New York, Stati Uniti.

## Biografia
Celebre saggista e autore televisivo, ha realizzato numerosi testi di critica artistica divenuti molto noti tra il pubblico, fra cui Barcellona l'incantatrice.
Con La riva fatale ha vinto il Duff Cooper Prize nel 1987.

## Opere
- Goya, Mondadori, Milano 2005, ISBN 9788804549734
- Barcellona l'incantatrice, Feltrinelli, Milano 2005, ISBN 9788871081991
- Barcellona. Duemila anni di arte, cultura e autonomia, Mondadori, Milano 2004, ISBN 9788804526537
- Riflessioni di un pescatore mediocre, Piemme, Casale Monferrato (AL) 2000, ISBN 8838447691
- La riva fatale. L'epopea della fondazione dell'Australia, Adelphi, Milano 1990, ISBN 9788845907838
- La cultura del piagnisteo. La saga del politicamente corretto, Adelphi, Milano 1994, ISBN 9788845910937
- Lo shock dell'arte moderna. Cento anni di storia dell'avanguardia, Idealibri, Milano 1982, ISBN 8870820122